# NGC 841
NGC 841 is een balkspiraalstelsel in het sterrenbeeld Andromeda. Het hemelobject werd op 24 november 1883 ontdekt door de Franse astronoom Édouard Jean-Marie Stephan.

## Synoniemen
- PGC 8372
- UGC 1676
- IRAS02082+3715
- MCG 6-5-101
- 5ZW 194
- ZWG 522.131
- KUG 0208+372